# Hillburn
Hillburn är en ort (village) i Ramapo kommun i Rockland County i delstaten New York. Vid 2010 års folkräkning hade Hillburn 951 invånare.